# ベルクトハイム
ベルクトハイム (ドイツ語: Bergtheim) はドイツ連邦共和国バイエルン州ウンターフランケン地方のヴュルツブルク郡の町村（以下、本項では便宜上「町」と記述する）であり、ベルクトハイム行政共同体の本部所在地である。

## 地理
ベルクトハイムはヴュルツブルク開発計画地域に位置する。

### 自治体の構成
この町は、公式には3つの地区 (Ort) からなる。
- ベルクトハイム
- ディプバッハ
- オプファーバウム。

## 歴史
ベルクトハイムはフルダ修道院文書台帳に含まれる772年の聖職者アルヴァラーの寄贈書に初めて記録されている。しかし実際には紀元前400年にはすでにベルクトハイム付近にケルト人入植地があった。ベルクトハイムはヴュルツブルク司教領の一部として1803年にまずバイエルン大公領に世俗化された。1805年のプレスブルクの和約に基づきトスカーナ大公フェルディナンド3世が創設したヴュルツブルク大公国領に移されたが、1814年に最終的にバイエルン王国領となった。
ディプバッハ地区が初めて文献上に記録されたのは1282年でヴュルツブルク司教ベルトルト2世フォン・シュテルンベルクがヴォルフ・フォン・グルムバッハに借金の担保として提供したというものである。ディプバッハはおそらくフランク人が勢力を拡大した時代（5 - 7世紀）に建設されたと考えられる。1972年の市町村再編の時期にディプバッハは行政上の独立を喪失し、ベルクトハイムに合併した。
オプファーバウム地区の最初の文献上の記録は1160年である。ルペルトという人物が聖シュテファン修道院にオプファーバウムの居館と農場を寄贈したというものである。村の名前はおそらく "Opferbann" に由来すると考えられる。「犠牲を捧げる場所」を意味するこの地名からゲルマンの宗教施設があった可能性が示唆されている。1978年にオプファーバウムは行政上の独立を失い、ベルクトハイムに合併した。

### 人口推移
- 1970年 2,543人
- 1987年 2,874人
- 2000年 3,391人
- 2004年 3,450人　このうちベルクトハイム地区に2,035人、ディプバッハ地区に675人、オプファーバウム地区に770人であった。

### 宗教
- カトリック 93%
- プロテスタント 6%
- その他 1%

## 行政

### 町長
町長はコンラート・シュリーア (CSU) である。2008年4月にコンラート・シュリーアとロベルト・クレムリングの間で行われたこの町長選挙でベルクトハイムは連邦中で有名になった。当初の開票結果では、わずか1票差（898対899）でクレムリングが勝利したと発表された。シュリーアは投票用紙の再調査を要求した。その結果、クレムリングの票の中に無効票が1票あったことが判明した。こうして両者同数の得票となったため、くじ引きで町長が決められることとなり、シュリーアが当選したのである。この町の選挙管理委員長が同じシュリーアという名字を持つ人物であったため、クレムリングの支持者らから激しい批判が巻き起こった。だが結局、選挙管理委員長はコンラート・シュリーアとは血縁関係も利害関係もないことが証明された。この事件は2008年末にZDFの「Menschen 2008」（人物2008）という番組で採り上げられ、両候補と選挙管理委員長が出演した。

### 議会
ベルクトハイムの議会は16議席からなる。

### 姉妹都市
- Boutiers-Saint-Trojan（フランス、シャラント県）1984年

## 経済と社会資本

### 交通
ベルクトハイムの町の西部に鉄道バンベルク - ヴュルツブルク線の駅があり、1時間毎にレギオナルバーンが発着する。
連邦道B19号線がベルクトハイムの町を通ってヴュルツブルクおよびヴェルネック方面に延びている。また、それぞれオーバープライヒフェルトおよびエルプハウゼン（ハウゼン・バイ・ヴュルツブルク）への2本の郡道も通っている。最寄りのアウトバーンのインターチェンジはエルプハウゼン近郊にあるA7号線のフラムシャッツァー・ヴァルト・インターチェンジである。
ベルクトハイムはヴュルツブルクからのバス路線46系統によって乗り合いバス路線網に接続している。

### 教育
- 基礎課程学校 1校。この学校にはベルクトハイム、エルプハウゼン＝ズルツヴィーゼン、ハウゼン、オーバープライヒフェルト、オプファーバウム、リーデンの学童が通学している。ディプバッハはシュヴァインフルト学校連盟に属している。

## 引用
1. ↑  https://www.statistikdaten.bayern.de/genesis/online?operation=result&code=12411-003r&leerzeilen=false&language=de Genesis-Online-Datenbank des Bayerischen Landesamtes für Statistik Tabelle 12411-003r Fortschreibung des Bevölkerungsstandes: Gemeinden, Stichtag (Einwohnerzahlen auf Grundlage des Zensus 2011)
2. ↑  Bayerische Landesbibliothek Online
3. ↑  町長選挙 2008